# Station Wilczyn
Station Wilczyn is een spoorwegstation in de Poolse plaats Wilczyn.